# ベト・シェメシュ

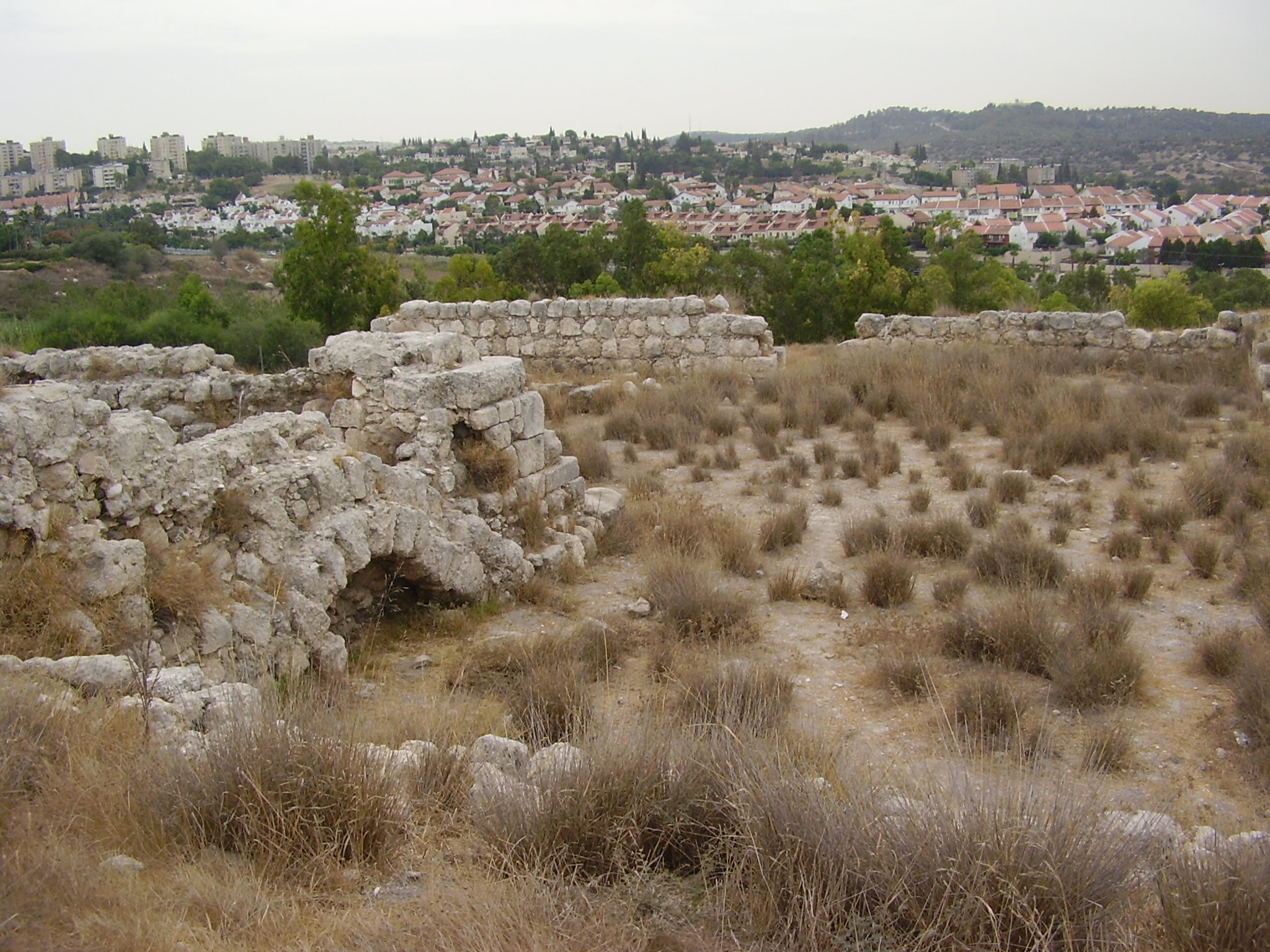
テル・ベト・シェメシュから見た現代のベト・シェメシュ

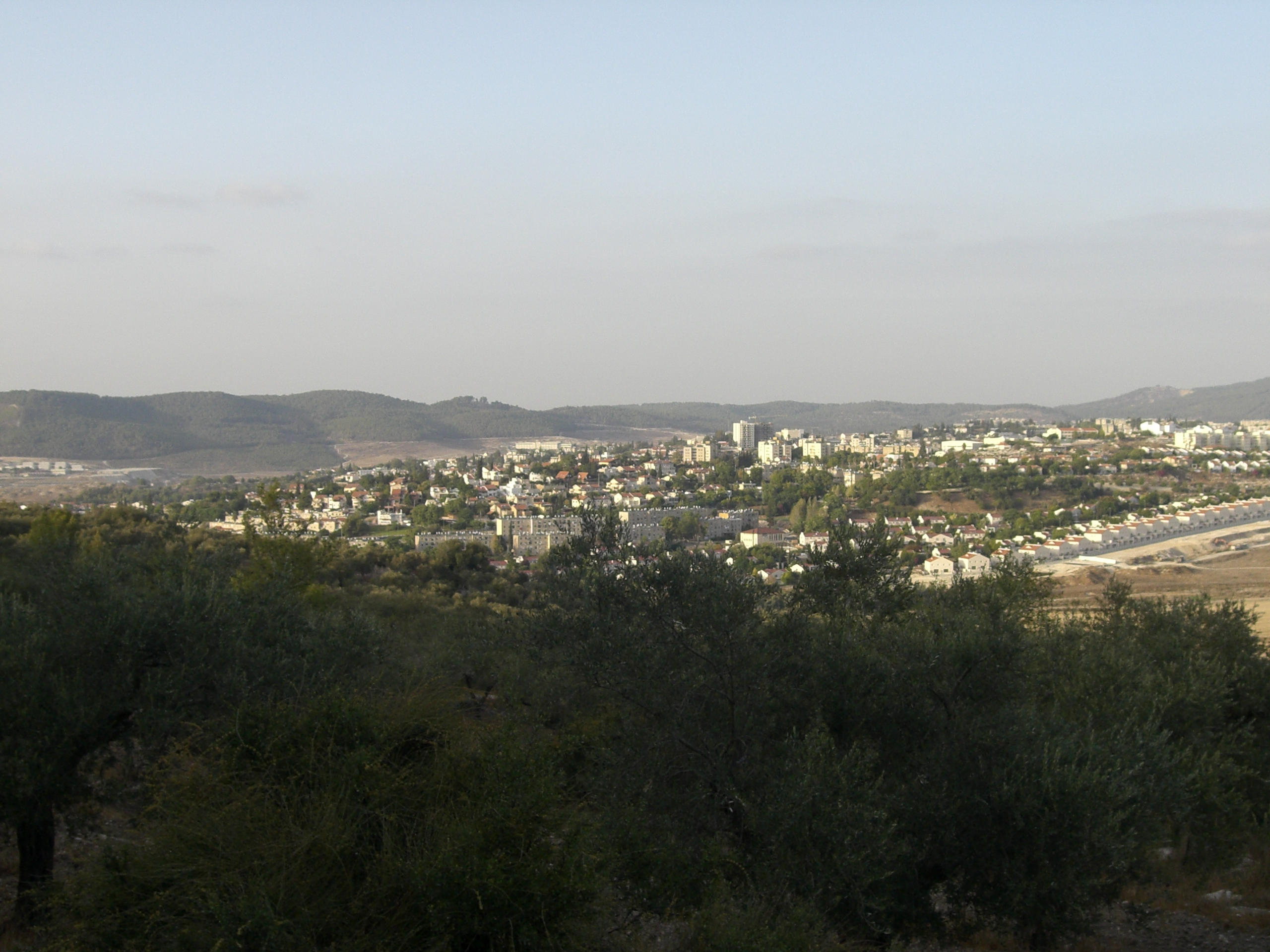
南方から見た現代のベト・シェメシュ

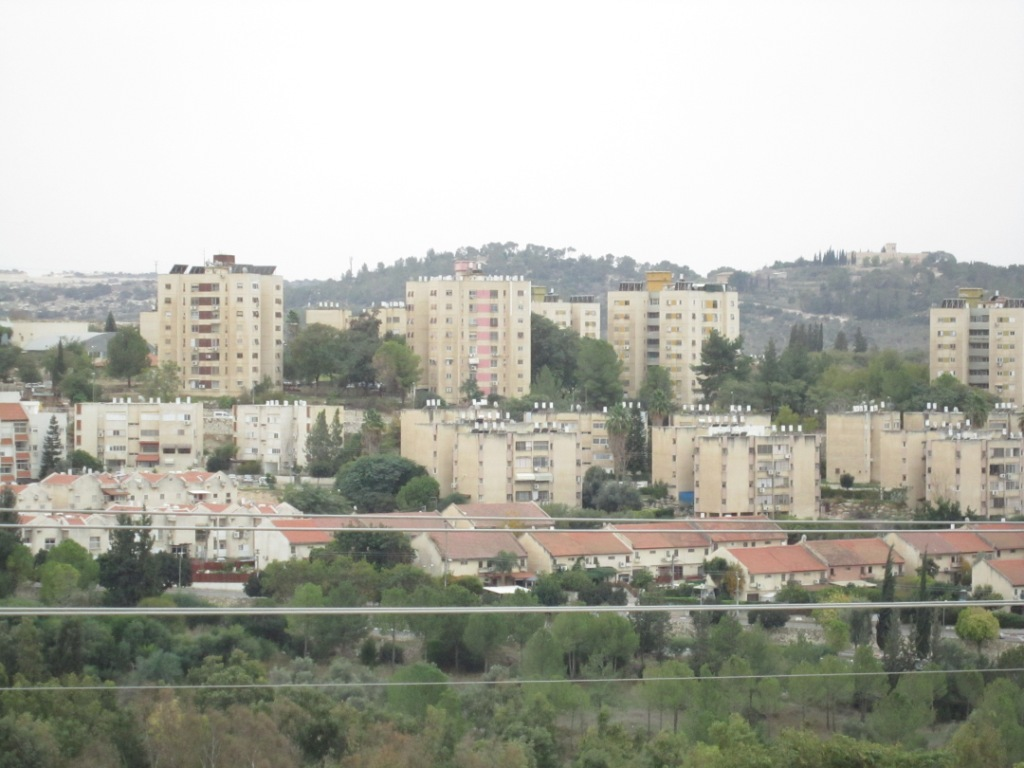
2010年のベト・シェメシュ

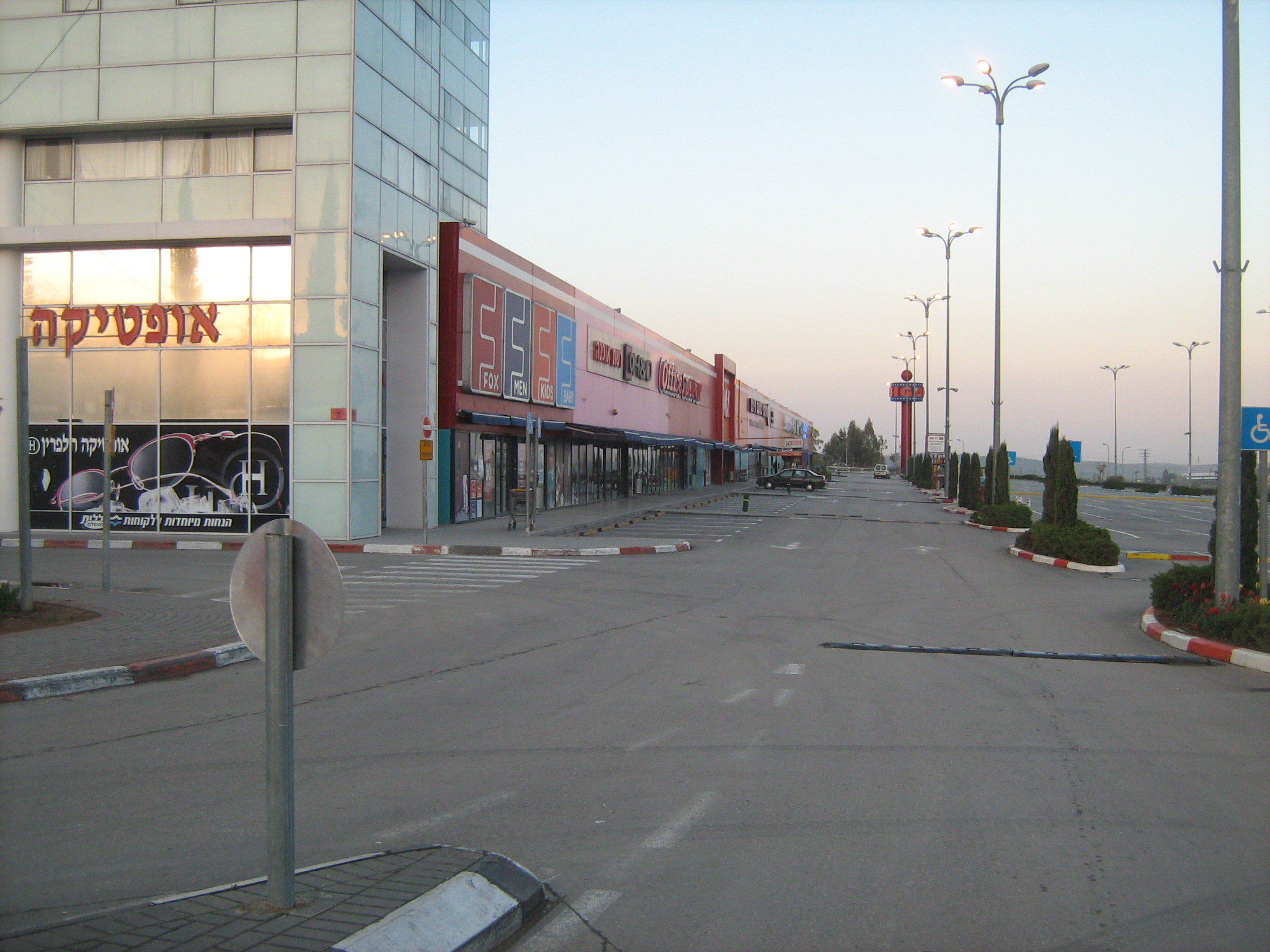
ベト・シェメシュのショッピングセンター

ベト・シェメシュ (ヘブライ語: בֵּית שֶׁמֶשׁ‎、ギリシア語: Βαιθσαμύς、ラテン語: Bethsames) は、イスラエルのエルサレム地区にあるエルサレムの30キロメートルほど西にある都市であり、2010年の人口は80,600人である。ベト・シェメシュの歴史は聖書時代以前に遡る。現在のベト・シェメシュの都市は1950年に建設された。

## 歴史

### 古代
ベト・シェメシュ（ヘブライ語で「太陽の家」または「太陽の神殿」）の古代の都市はもともとカナン人の太陽神シェメシュにちなんで名付けられ、シェメシュはここで崇拝された。聖書に登場する古代の都市の遺跡はベト・シェメシュの遺丘でいまだに見ることができ、現在の都市の近くにある。エル・アマルナの手紙に「ファラオはアダドとシェメシュのようである」とあるように、シェメシュは数回言及され、アダドと共に、最も偉大な神の1体であるとされている。
ベト・シェメシュはユダ族とダン族の境にあるユダ族の都市としてヨシュア記15章で最初に言及される。ヨシュア記21章の後半でベト・シェメシュはレビ族の祭司の町とされたと言及される。この都市は、ペリシテ人による奪取後、返却された契約の箱を最初に見つけた都市としてサムエル記上6章で複数回言及される。列王記下では、ベト・シェメシュはユダ王アマツヤとイスラエル王ヨアシュの戦場としても言及される。
バビロン捕囚の間、ベト・シェメシュの水道設備は封鎖され、2004年まで発見されなかった。それゆえ第二神殿時代として知られる最初のユダヤ人の帰還の間、ベイト・グヴリンやマレシャのような近隣の都市と争えるほどに再興することはなかった。結果として、デアー・ラバンおよびデアー・ラファトの小さな町はこの都市のとても古い起源を持つ岩を建築材として使った。また有史以前のストーンサークルが近くで発見されており、おそらくベト・シェメシュという地名の原因となる構造物であると考えられている。
ビザンティン時代から続く修道院などがベト・シェメシュで発見された。19世紀後期、この遺跡は現地のアラブ人の収穫期の仮住居として使われた。また、アブ・ミザルの小さなモスクがあった。

### 第一次中東戦争
第一次中東戦争でエジプト陸軍はこの地域を占領し、後にベト・シェメシュになる丘に要塞化された拠点（ミシュラト）を置いた。この拠点は戦争の間に数回持ち主が変わった。ハレル旅団は数ヶ月間この拠点を占領し、彼らと敵軍で分け、自身の60メートルの範囲に「ミシュラト・ハメシュタフ（ヘブライ語で「共有拠点」）」と名前を付けて占領した。このミシュラトは最終的に1948年10月19日から20日の夜に 「ハハル（ヘブライ語で「山」）」の攻撃でハレル旅団に占領された。
ベト・シェメシュは35のコンボイ (Convoy of 35) が、包囲されていたグーシュ・エツヨンに食料を供給するために出発した地点である。1948年1月15日に38人のパルマッハ義勇軍の集団がベト・シェメシュの近くのハルトゥヴ (Hartuv) を出発した。その後足首を捻挫した1人と彼に付き添った2人を除く35人はそのまま歩き続けた。彼らを見つけた1人のアラブ人の羊飼いが彼らの情報に通じていたために、結果としてアラブ側の軍による攻撃で35人全員が殺された。

### イスラエル国
1950年12月6日、ハルトゥヴ避難民キャンプ「マーバラット・ハル＝トゥブ」が今日のモシャヴ・ナハムの敷地に設立された。最初の住民はユダヤ系ブルガリア人移民であった。ブルガリア、イラン、イラク、ルーマニア、モロッコおよびクルディスタンから多くのユダヤ人移民が彼らに加わった。1952年に最初の永住地がベト・シェメシュに建設された。1948年以前、ラマト・ベト・シェメシュ周辺地域はアラブ人の村ベイト・ナッティフの敷地であった。この村は古代ユダヤ人の町の跡地に建てられ、そのときから特にハスモン朝やそれ以前の時代からのモザイク床やワイン醸造施設などのユダヤ人のさまざまな遺物があった。この地域は現在、保存に関する論争があり、草の根運動の対象になっている。
初期に、ベト・シェメシュは主に北アフリカ移民が増えるにつれて "Development Town" の代表となり、『ハアレツ』紙の記事によると、1977年にベト・シェメシュはメナヘム・ベギンのリクードの主要な前哨地であり、彼が領土拡大を約束し、この年にリクードが政権を握ったとき、この市への投資が増加したという。
イスラエル警察は爆弾処理専門部隊および訓練施設をベト・シェメシュにおいている。

## 人口統計
1952年、イラン、イラク、ルーマニア、モロッコおよびクルディスタン地域からの新しい移民がベト・シェメシュに定住した。1990年代、この市は旧ソビエト連邦、エチオピア、および英語圏からの大きな流入があった。2000年代は、ベト・シェメシュに移住した英語を話すイスラエル人の人口が大きく増えている。その多くが北アメリカ、イギリス、南アフリカ及びオーストラリア出身である。この住民はユダヤ教正統派となり、教育を受け、中間所得層出身である傾向にある。
ベト・シュメシュ市評議会員シャローム・ラーナーによると、1990年代以前には超正統派はおらず、その後ベト・シュメシュは超正統派が増えるにつれて、ますますユダヤ教的になったという。多くのシナゴーグおよびイェシーバーがこの市に建てられている。ベト・シェメシュにはゲル派、ベルツ派、ショーマー・エミュニム、サトマール派およびナートーレー＝カルターのユダヤ教コミュニティがある。2011年には超正統派が人口の40パーセントを構成しており、大きな影響力を持つ50から60軒の家庭は、闘争的である推定される。市が発表した統計によると、2010年における市の児童の63パーセントは超正統派であるという。2012年度の第一学年の子どもの75パーセントは超正統派の公共団体に登録される予定である。
ベト・シェメシュの人口は2020年には15万人に達すると予想されている。

## 地方政府
ベト・シェメシュ市長モシェ・アブトブルはシャスの一員である。副市長のサミュエル・グリーンバーグはユダヤ・トーラ連合 (UTJ) の一員である。『ハアレツ』紙はアブツブルが「ベト・シェメシュは超正統派の都市ではなく、これからもそうならないだろう」と述べたと伝える。2009年の選挙で、シャスおよびUTJは21の市評議会議席のうち9議席を勝ち取り、1議席はトーヴという超正統派の新党の手に渡った。
以前ベト・シェメシュはリクードの砦であったが、2006年のクネセト選挙でユダヤ・トーラ連合が投票総数の22.2パーセントで市の第一党になり、シャスが19.9パーセントを得た。2009年にリクードは第一党を取り戻し、投票総数の22.2パーセントを獲得して、シャスも20.9パーセントを獲得して、ユダヤ・トーラ連合は20.6パーセントで三位であった。また、エダ・ハレディット (Eda Haredit) は選挙をボイコットした。

### 2013年市長選挙
2013年10月22日に市長選挙が行われている間、警察は複数の匿名の情報に従って、いくつかの私邸を捜索し、200枚のIDカードおよび帽子やめがね、かつらなどの変装具を押収した。それらは不正投票に使われたもの、および使われる予定のものであった。加えて、8人が不正投票に関与および協力した容疑で逮捕された。
2013年12月10日にエルサレム地区裁判所の3人の裁判官は大量投票の不正のために10月市長選挙の結果を無効にし、改めて選挙を行うよう命じた。
2014年3月11日に改めて行われた選挙では、前例のない76％の投票率で、現職市長のモシェ・アブトブルは改選前に51%の多数票を獲得したエリ・コーヘン候補をまかした。

## 教育
2001年において、ベト・シェメシュ市には56の学校および14,148人の生徒が存在し、その内訳は小学校41校、小学生10,716人、高校20校、高校生3,432人である。また、第12学年の生徒の40.3％が大学入学許可を得た。

## 双子都市および姉妹都市
- ココア（アメリカ合衆国）
- フェアファックス（アメリカ合衆国）
- ランカスター（アメリカ合衆国）
- ノルトハウゼン（ドイツ）
- ラサ市（中華人民共和国）
- ラマポ（アメリカ合衆国）
- スプリト（クロアチア）